# Semecarpus glaucus
Semecarpus glaucus är en sumakväxtart som beskrevs av Adolf Engler. Semecarpus glaucus ingår i släktet Semecarpus och familjen sumakväxter. Inga underarter finns listade i Catalogue of Life.